# Andika Sulaeman
Andika Sulaeman (ur. 15 maja 1997) – indonezyjski zapaśnik walczący w stylu klasycznym. Zajął dziewiąte miejsce na igrzyskach Azjatyckich w 2022 i trzynaste w 2018. Złoty medalista igrzysk Azji Południowo-Wschodniej w 2023 i srebrny w 2021 roku.